# 柳叶菜蜂斗草
柳叶菜蜂斗草（学名：Sonerila epilobioides）为野牡丹科蜂斗草属下的一个种。

## 扩展阅读
- 維基物種上的相關：柳叶菜蜂斗草